# Uomini e no
Uomini e no és una pel·lícula dramàtica de guerra italiana del 1980 dirigida per Valentino Orsini. Està basada en la novel·la homònima d'Elio Vittorini.

## Sinopsi
Ambientada a Milà l'hivern de 1944 en les lluites entre partisans i els feixistes liderats pel despietat Cane Nero. Un dels principals dirigents del CNL perseguit per Cane Nero, Enne 2, s'ha enamorat de Berta, però aquesta es nega a abandonar el seu marit per ell. Enne 2 decideix no fugir a Torí i esperar a que Berta es reuneixi amb ell, tot i el perill que això suposa.

## Repartiment
- Flavio Bucci - Enne 2
- Monica Guerritore - Berta
- Ivana Monti - Lorena
- Massimo Foschi - El Paso
- Renato Scarpa - Cane Nero
- Francesco Salvi
- Michele Soavi

## Recepció
Va rebre una menció especial a la II edició de la Mostra de València.